# Rising (przedsiębiorstwo)
Beijing Rising International Software Co., Ltd. – firma założona w kwietniu 1998 w Chinach. Przedsiębiorstwo specjalizuje się w dostarczaniu oprogramowania zabezpieczającego przed zagrożeniami internetowymi. Główna siedziba firmy mieści się w Pekinie, posiada ona także swoje przedstawicielstwa w Australii, Kanadzie, Japonii, Niemczech i Rosji.
Według danych zawartych na oficjalnej stronie przedsiębiorstwa, dostarcza rozwiązania zabezpieczające dla ok. 60 milionów użytkowników prywatnych i ok. 70 tysięcy klientów takich jak firmy, korporacje i instytucje państwowe. Produkty firmy Rising są obecne na rynkach Azji, Europy i Ameryki Północnej.
Rising zabezpiecza m.in. takie firmy i instytucje, jak Bosch, Mitsubishi, Yamaha czy Ministerstwo Finansów ChRL.

## Produkty
- Rising Antivirus (wersja płatna i darmowa dla użytkowników domowych)
- Rising Firewall 2008 (tylko wersja płatna)
- Rising Internet Security (tylko wersja płatna)